# Микола Єльський
Микола Єльський герба Пелеш (ст.-укр. Миколай Ельский, пол. Mikołaj Jelski, лат. Nicolaus Jelskius; ? — 29 січня 1632) — руський шляхтич із Берестейського воєводства Речі Посполитої. Пінський писар ґродський (1610–13), підстароста (1614–31), стольник (1629) і войський (1629–31).

## Біографія
Син Гаврила Костянтиновича Єльського. В молодості служив військовим. Під час облоги Москви 1612 р. ополченням Д. Пожарського Єльський разом з якимось Вольським, наражаючи життя на небезпеку, спритно проник через військо противника і сповістив гетьмана Яна-Кароля Ходкевича про скрутне становище залоги.   
Обирався послом від рідного воєводства на надзвичайний сейм 1629 року, був збирачем податків та депутатом до Скарбового Трибуналу Великого князівства Литовського.
1623 р. Микола Єльський запросив до Пінська єзуїтів, а в 1630 пожертвував монахам під майбутній колегіум власний будинок, розташований на Ринковій площі. Водночас він спорудив у передмісті Лещі дерев'яний католицький храм святого Георгія вартістю 8 тис. флоринів. Вбивство Єльського хорунжим Яном Хведюшком завадило починанню, яке докінчив пінський староста, князь Альбрехт Станіслав Радзивілл. Убивцю судили й стратили.

### Судові справи
Згадується у контексті конфлікту за село Брониця Пінського повіту (нині Волинська область, Україна) між Юрієм Збаразьким та родичами померлого власника, шляхтича Олександра Григоровича Ратомського. Збаразький вирішив повернути село у свої володіння й доручив Єльським, зокрема і Миколі, вчинити наїзд, що й було зроблено «з великим бажанням». Натомість Миколі Єльському надали у довічне тримання посаду підстарости судового ґродського. Утім, справа на цьому не завершилася й була передана до суду, який наклав на Єльських покарання в розмірі 20 кіп грошей.
В березні 1627 року вів судову справу з пінським унійним єпископом Григорієм Михайловичем. Архієрей звинувачував Єльського в тому, що він переховував відлученого від греко-католицької церкви та засудженого на баніцію православного священника Авакума Петровича й дозоляв то́му проводити церковні набоженства у с. Пінковичі, що належало шляхтичу. В липні того ж року М. Єльський вже сам подав позов проти Григорія Михайловича, звинувачуючи єпископських міщан в крадіжці. 
У квітні 1630 року Микола Єльський почав судовий процес проти пінського возного Вечорки Висоцького та його жінки Федьки. Він наполягав, що остання на ґрунті неприятельських взаємин вирішила звести його дружину з життя шляхом «чародійства». Для цієї мети вона начебто добула на «могилі якоїсь Малґороти» людську кістку, цвяхи від труни й трохи піску. Ці речі вона передала своїй племінниці Созонівній, яка прислуговувала дружині Миколи Єльського, й пообіцяла за послугу зробити її вільною й видати заміж. Завдання служниці полягало в тому, аби тричі пошкребти кістку, змішати зішкрябаний порошок з піском, й всипати у вранішній напій панянки. Якщо Єльська кудись їхала, то вимагалося взяти кістку з цвяхами й піском, тричі обійти їх супроти сонця, й промовити закляття. Предмети «чародійства» передав інший слуга підстарости, Пилип. На четвертому році пані Єльська повинна була померти, що і сталося. Факт «чарів» виявив чоловік й був засвідчений при огляді тіла 2-ма енералами, хоча не зрозуміло, в чому він полягав. Микола Єльський зібрав копний суд, й Созонівна після катувань зрештою зізналася. Потім справа дійшла в міський суд, оскільки головні підозрювані, Федя з чоловіком, не з'являлися. Двома вироками Федьку визнавали винною у чаклунстві й засуджували до смертної кари. Возний відхилив звинувачення і зажадав апелювати у Головний трибунал ВКЛ. Спершу апеляцію не приймали, бо вона не мала достатніх підстав. Втім, позивач Єльський, на здивування загалу, раптово дозволив її зробити. Наслідки розгляду справи вищою інстанцією залишаються невідомими через брак джерел.

### Герб
В іспанському щиті знак у вигляді перехрещеного косого хреста, над щитом шолом під короною, у нашоломнику 3 страусових пера, навколо щита намет.